# Acerentomon doderoi
Acerentomon doderoi är en urinsektsart som beskrevs av Filippo Silvestri 1907. Acerentomon doderoi ingår i släktet Acerentomon och familjen lönntrevfotingar. Inga underarter finns listade i Catalogue of Life.